# Montetiffi, Alto Uso
Montetiffi, Alto Uso este o arie protejată (arie specială de conservare — SAC, sit de importanță comunitară — SCI) din Italia întinsă pe o suprafață de 1.387 ha, integral pe uscat.

## Localizare
Centrul sitului Montetiffi, Alto Uso este situat la coordonatele 43°56′26″N 12°16′46″E / 43.940556°N 12.279444°E.

## Înființare
Situl Montetiffi, Alto Uso a fost declarat sit de importanță comunitară în iulie 2006 pentru a proteja 1 specie de plante și 29 de specii de animale. Situl a fost protejat și ca arie specială de conservare în martie 2019.

## Biodiversitate
Situată în ecoregiunea continentală, aria protejată conține 14 habitate naturale: Păduri de Castanea sativa, Galerii de Salix alba și de Populus alba, Pajiști uscate seminaturale și facies de acoperire cu tufișuri pe substraturi calcaroase (Festuco-Brometalia) (* situri importante pentru orhidee), Formațiuni de Juniperus communis pe lande sau pajiști calcaroase, Pante stâncoase calcaroase cu vegetație casmofită, Păduri de Quercus ilex și Quercus rotundifolia, Pajiști carstice calcaroase sau bazofile, de Alysso-Sedion albi, Cursuri de apă de la nivel de câmpie la nivel montan, cu vegetație Ranunculion fluitantis și Callitricho-Batrachion, Pseudostepă cu ierburi și specii anuale de Thero-Brachypodietea, Matorral arborescenți cu Juniperus spp., Păduri pe pante, grohotișuri și ravene de Tilio-Acerion, Râuri cu maluri nămoloase cu vegetație de Chenopodion rubri p.p. și Bidention p.p., Liziere de ierburi înalte hidrofile de câmpie și de nivel montan până la alpin, Păduri de stejar alb estice.
La baza desemnării sitului se află mai multe specii protejate:
- plante (1): Himantoglossum adriaticum
- păsări (14): lăstunul mare (Apus apus), ciuf-de-pădure (Asio otus), caprimulg (Caprimulgus europaeus), erete vânăt (Circus cyaneus), erete cenușiu (Circus pygargus), presură de grădină (Emberiza hortulana), șoim călător (Falco peregrinus), rândunică (Hirundo rustica), sfrâncioc roșiatic (Lanius collurio), ciocârlie de pădure (Lullula arborea), ciuf-pitic (Otus scops), codroșul de pădure (Phoenicurus phoenicurus), ciocănitoarea verde (Picus viridis), strigă (Tyto alba)
- amfibieni (1): Triturus carnifex
- mamifere (10): lupul (Canis lupus), liliac cu aripi lungi (Miniopterus schreibersii), liliac cu urechi mari (Myotis bechsteinii), liliac cu urechi de șoarece (Myotis blythii), liliac cu picioare lungi (Myotis capaccinii), liliac cărămiziu (Myotis emarginatus), liliac comun (Myotis myotis), liliacul mediteranean cu potcoavă (Rhinolophus euryale), liliacul mare cu potcoavă (Rhinolophus ferrumequinum), liliacul mic cu potcoavă (Rhinolophus hipposideros)
- nevertebrate (4): croitorul mare al stejarului (Cerambyx cerdo), fluturele de noapte (Eriogaster catax), Euplagia quadripunctaria, rădașcă (Lucanus cervus)

Pe lângă speciile protejate, pe teritoriul sitului au mai fost identificate 31 de specii de plante, 5 specii de amfibieni, 16 specii de mamifere, 5 specii de nevertebrate, 5 specii de reptile.